# 横井定
横井定株式会社（よこいさだ）は、愛知県名古屋市瑞穂区に本社をおくマスク製造業者。

## 概要
1954年（昭和29年）頃より「日本マスク」の商標を用いてマスクの製造販売を行っている。「日本マスク」は1995年（平成7年）に至って商標登録が行われている。これについて同社は、国名に一般名詞を組み合わせた登録商標が認められるのは珍しく、日本におけるマスク市場の創設に同社が大きく寄与してきたことによるとしている。

## 沿革
- 1950年（昭和25年）4月 - 名古屋市瑞穂区井戸田町において、横井定雄が個人事業として創業[1]。
- 1954年（昭和29年）頃 - 日本マスクの商標を用い、一般向けマスクの販売を開始する[1]。
- 1958年（昭和33年）2月 - 名古屋市瑞穂区惣作町に移転し、株式会社横井定雄商店の名称で法人化[1]。
- 1971年（昭和46年）2月 - 現在地である鍵田町に移転し、同時に社名を横井定株式会社と改める[1]。
- 1995年（平成7年）4月 - 日本マスクの商標を登録する[1]。
- 1996年（平成8年）7月 - 中華人民共和国江蘇省南通市に現地法人として、南通三喜横井定衛生材料有限公司を設立する[1]。
- 1999年（平成11年）5月 - 本社に隣接して、西館を増築する[1]。
- 2009年（平成21年）7月 - 南通三喜横井定衛生材料有限公司を全面改修する[1]。
- 2010年（平成22年）5月 - 南通三喜横井定衛生材料有限公司の不織布用生産設備を改修・増設する[1]。
- 2011年（平成23年）9月 - 本社設備の改修を行う[1]。
- 2013年（平成25年）10月 - フィリピンパンパンガ州クラークに現地法人として、YOKOISADA（PHILS.） CORPORATIONを設立する[1]。
- 2015年（平成27年）
  - 1月 - YOKOISADA（PHILS.）CORPORATIONの施設を増設する[1]。
  - 9月 - 中国工場を移転し、同時に現地法人の名称を南通新三喜横井定衛生材料有限公司と改める[1]。
- 2018年（平成30年）
  - 6月20日 - VRヘッドマウントディスプレイ用の使い捨てカバーとして「VR GOGGLID」(ゴーグリッド）を販売開始[3]。
  - 9月 - YOKOISADA（PHILS.）CORPORATIONに美容マスクの製造設備を導入する[1]。
  - 12月14日 - クマのプーさんおよびスヌーピーをあしらった不織布マスクを発売開始[4]。製造はフィリピンの工場で行う[4]。
- 2019年（令和元年）
  - 9月 - YOKOISADA（PHILS.）CORPORATIONを移転する[1]。
  - 9月2日 - リラックマをあしらった不織布マスク[5]、メガネによる曇りを防ぐ設計を行った不織布マスクの20枚入り[6]、長時間着用の不快感を軽減させるマスク[7]がそれぞれ発売開始。いずれも製造はフィリピンの工場で行う[5][6][7]。
  - 9月25日 - ミッフィーをあしらった不織布マスクを販売開始[8]。製造はフィリピンの工場で行う[8]。
  - 11月1日 - バーバパパをあしらった不織布マスクを販売開始[9]。製造はフィリピンの工場で行う[9]。
- 2020年（令和2年）
  - 4月6日 - 新型コロナの世界的大流行に伴うマスク不足に対応するため、フィリピンクラーク工場の増産計画を発表[10]。月産200万枚の体制を目指すという[10]。
  - 4月11日頃 - 日本マスクオンラインショップを騙るメールマガジンが送付される被害が報告される[11]。同社はメールマガジンを配信しておらず、住所やクレジットカード情報を盗み取る目的とみられる[11]。